# Småland tartomány
Småland Svédország egyik déli történelmi tartománya (landskap) Götaland történelmi országrészben. Szomszédai: Blekinge, Skåne, Halland, Västergötland és Östergötland tartományok, valamint a Balti-tenger.

## Megyéi
- Kronoberg megye
- Kalmar megye
- Jönköping megye

## Történelem
1971 előtt feltérképezett városok:
- Eksjö (kb. 1400)
- Gränna (1652)
- Huskvarna (1911)
- Jönköping (1284)
- Kalmar (kb. 1100)
- Ljungby (1936)
- Nybro (1932)
- Nässjö (1914)
- Oskarshamn (1856)
- Sävsjö (1947)
- Tranås (1919)
- Vetlanda (1920)
- Vimmerby (kb. 1400)
- Värnamo (1920)
- Västervik (kb. 1200)
- Växjö (1342)

A középkorban Kalmar volt Svédország legnagyobb városa, amikor a vasérc export központja volt és német kereskedők kezében volt.
A tartomány több parasztfelkelés színhelye volt, ezek közül a legsikeresebb a Dackefejden volt Nils Dacke vezetésével 1542 és 1543 között. Mikor I. Vasa Gusztáv követeit megtámadták és lemészárolták, a király több expedíciót küldött béketeremtés céljából, de sikertelenül. A valóságban Dacke volt az, aki a tél ideje alatt Smålandot uralta, és annak ellenére, hogy blokád volt ellene, sokáig kitartott. Végül is nagyszámú hadseregek Västergötland és Östergötland tartományokból támadva legyőzték. Dacke futás közben esett el, miközben az akkor Dániához tartozó Blekinge fele menekült.
A 19. században Småland nagyon szegény terület volt és a lakosság legnagyobb része emigráns volt. A legtöbb emigráns Minnesotából származott.
A 20. században nagyszámú vállalkozója volt, és itt volt a legkisebb a munkanélküliségi szint. Egyesek szerint a nehéz életkörülmények kényszerítették rá a lakosságot, hogy feltalálják magukat. A híres IKEA láncot itt indította el Ingvar Kamprad az 1950-es években.

## Földrajz
A tartomány nagy része erdőkkel borított, a talaj homokos, ezért nem alkalmas földművelésre.
Hagyományosan egy történelmi tartomány Svédországban egy különálló kis ország volt az egyesítés előtt. Småland kivételt képez ez alól, mivel több kis országocskából tevődött össze. Svédül Småland kis országokat jelent.
Az alkotó kis országocskák:
- Kinda (ma Östergötlandhoz tartozik)
- Tveta
- Vista
- Vedbo
- Tjust
- Sevede
- Aspeland
- Handbörd
- Möre
- Värend
- Finnveden
- Njudung

Nemzeti parkok:
- Store Mosse
- Norra Kvill
- Blå Jungfrun

## Kultúra

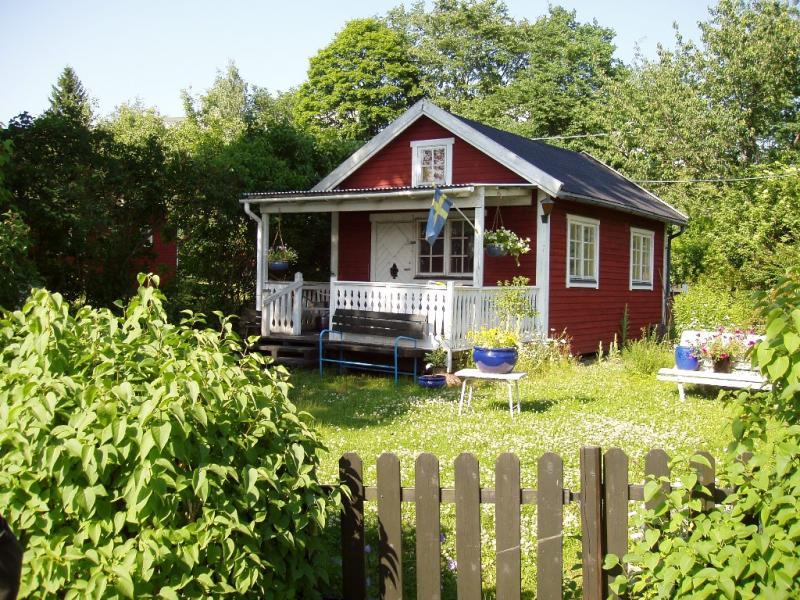
Svéd piros ház

A híres svéd botanikus, Carolus Linnaeus (Carl von Linné) (1707–1778) itt született.
A 19. századi emigrációs hullám Vilhelm Moberg által van a legjobban ábrázolva, amely ugyanakkor az alapját adta az ex-ABBA énekesei által szerzett musicalnek: "Kristina från Duvemåla".
Astrid Lindgren, egy híres gyerekkönyv író gyakran saját smålandi gyerekkorából idézett fel emlékeket könyveiben.

## Címer
A címert 1569-ben kapta. A tartomány hercegség is, ezért hercegi korona is látható a címeren.